# Hugo Vondřejc
Hugo Vondřejc (12. srpna 1910 Prakovce – 15. listopadu 1979 Praha) byl československý sportovní plavec a pólista, účastník olympijských her v roce 1936.
Pocházel z Prakovcí na slovenské Spiši – obec obývaná do roku 1945 převážně německými rodinami, známá v Rakousku-Uhersku výrobou a zpracováním železa.

Od roku 1929 studoval v Praze se starším bratrem Janem. Na rozdíl od svého bratra, který byl později spoluzakladatelem závodu Velká kunratická, se věnoval vodním sportům – závodnímu plavání a vodnímu pólu. Byl členem pražského klubu AC Sparta Praha. Ve vodním pólu hrál na pozici útočného křídla.
V roce 1934 startoval na mistrovství Evropy ve vodním pólu v německém Magdeburgu. V roce 1936 byl členem týmu vodních pólistů na olympijských hrách v Berlíně. Sportovní kariéru ukončil v roce 1940. Věnoval se právnické praxi.
Zemřel roku 1979 ve věku 69 let.